# Vô thức
Tâm trí vô thức (hoặc vô thức) bao gồm các quá trình trong tâm trí xảy ra tự động và không có sẵn để hướng nội và bao gồm các quá trình suy nghĩ, ký ức, sở thích và động lực.
Mặc dù các quá trình này tồn tại tốt dưới bề mặt nhận thức có ý thức, chúng được lý thuyết hóa để tác động đến hành vi. Thuật ngữ này được nhà triết học lãng mạn người Đức Friedrich Schelling đưa ra và sau đó được nhà thơ và nhà viết tiểu luận Samuel Taylor Coleridge giới thiệu sang tiếng Anh.
Bằng chứng thực nghiệm cho thấy các hiện tượng vô thức bao gồm cảm giác bị kìm nén, kỹ năng tự động, nhận thức tâm linh và phản ứng tự động, và cũng có thể là phức cảm, ám ảnh và ham muốn.
Khái niệm này đã được nhà thần kinh học và nhà phân tâm học người Áo Sigmund Freud phổ biến. Trong lý thuyết phân tâm học, các quá trình vô thức được hiểu là được thể hiện trực tiếp trong giấc mơ, cũng như khi lỡ miệng và trong những câu chuyện cười.
Do đó, tâm trí vô thức có thể được coi là nguồn gốc của những giấc mơ và những suy nghĩ tự động (những thứ xuất hiện mà không có nguyên nhân rõ ràng nào), kho lưu trữ của những ký ức bị lãng quên (đôi khi vẫn có thể tiếp cận được với ý thức) và là nơi hiểu biết ngầm (những điều mà chúng ta đã học tốt đến mức chúng ta làm chúng mà không cần suy nghĩ).
Người ta đã tranh luận rằng ý thức bị ảnh hưởng bởi các phần khác của tâm trí. Chúng bao gồm vô thức như một thói quen cá nhân, không nhận thức và trực giác. Hiện tượng liên quan đến bán ý thức bao gồm thức tỉnh, trí nhớ ngầm, thông điệp thăng hoa, hôn mê, và thôi miên. Trong khi ngủ, mộng du, mơ, mê sảng và hôn mê có thể báo hiệu sự hiện diện của các quá trình vô thức, các quá trình này được xem như là triệu chứng chứ không phải là chính tâm trí vô thức.
Một số nhà phê bình đã nghi ngờ sự tồn tại của vô thức.